# Torre de televisão de Kiev

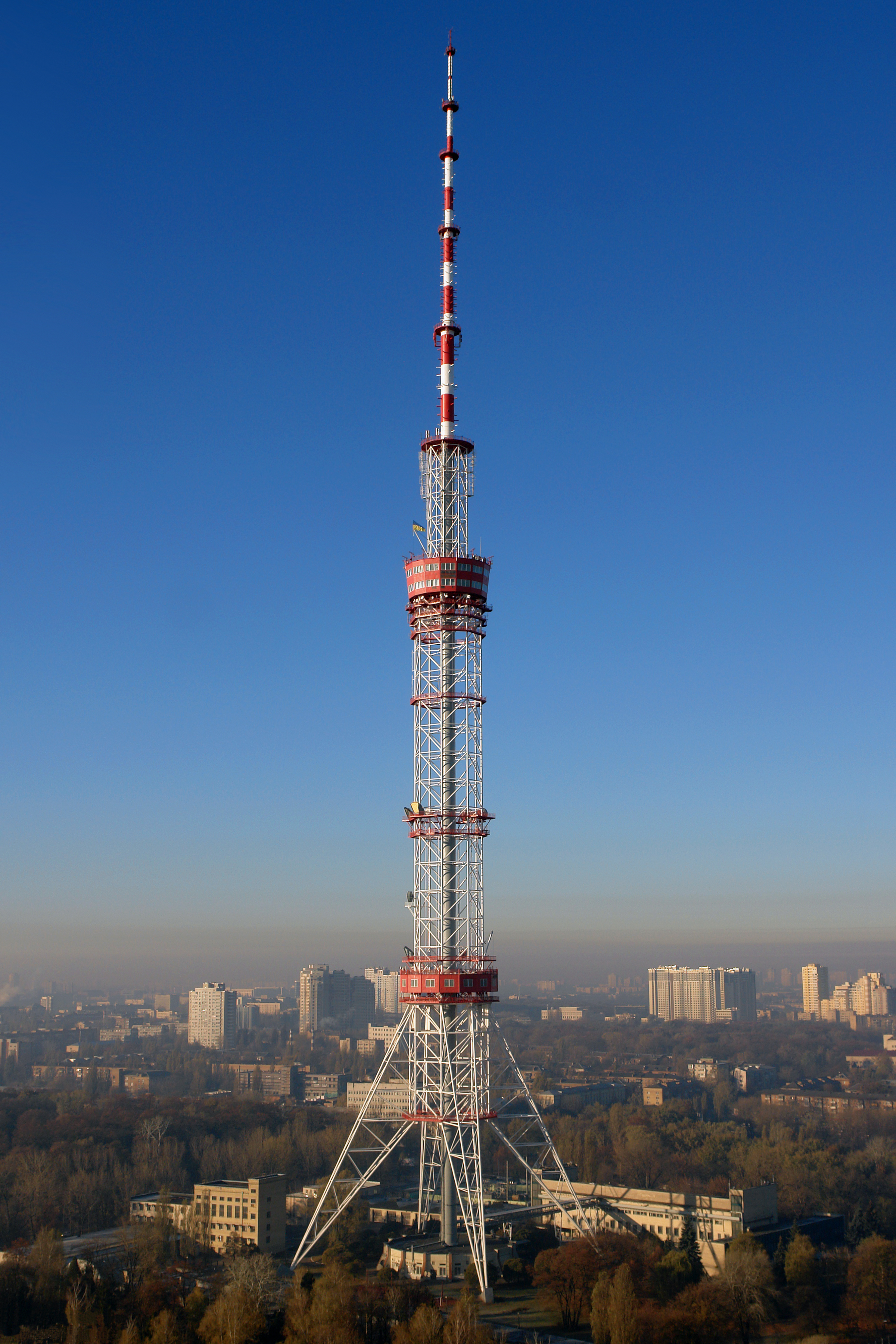
A torre de televisão de Kiev.

A Torre de televisão de Kiev foi construída em 1973 na cidade de Kiev, Ucrânia. Tem 385 m (1263 pés) e é actualmente a 9ª torre mais alta do mundo.